# Чукха
Чукха је један од двадесет џонгхага (округа) у Бутану. Налази се у западном делу Бутана. Административни центар је Цимашам, највећи град је Пхунчолинг, док је финансијски центар град Мебиса.

## Економија
Град Мебиса је финансијски и комерцијални центар. На територији џонгхага постоје две хидроелектране и један број великих индустријских предузећа.

## Административна подела
Џонгхаг Чукха се састоји из 11 гевога:
- Бонго
- Бјачо
- Гелинг
- Гетена
- Дала
- Дунгна
- Логчина
- Метакха
- Пхунчолинг
- Сампхелинг
- Чапча

## Знаменитости
- Часилхакха-лакханг[1]
- Чималакханг[1]
- Чапчаџонг[1]